# Esmeralda (Schildkröte)

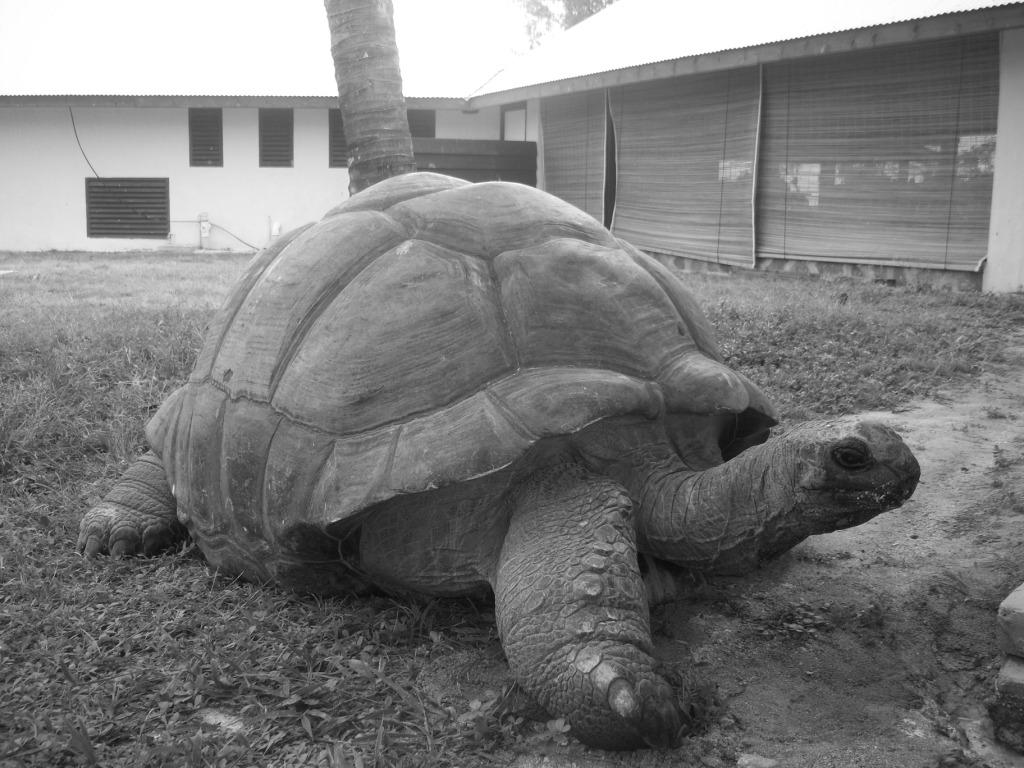
Esmeralda

Esmeralda ist der Name einer der schwersten und sehr alten, möglicherweise gar ältesten lebenden Schildkröte der Welt, die auf der Seychelleninsel Bird Island lebt. Die mit über 1,80 m Panzerlänge über 300 kg schwere Aldabra-Riesenschildkröte könnte angeblich 1808 bei der Strandung des Schiffes Hirondelle auf die Insel gelangt sein und wäre somit um die 1780er-Jahre geboren und damit längst weit über 200 Jahre alt. Es gibt jedoch keine verlässlichen alten Aufzeichnungen. Je nach (allesamt veralteten) Quelle wird sie mit 298 bis 304 kg und 120 bis 200 Jahren beschrieben. Sie steht wegen ihres Alters im Guinness-Buch der Rekorde. Den Gewichtsrekord hält ein Tier der Galapagos-Riesenschildkröten. Andere Quellen nennen dagegen die Schildkröte Jonathan als ältestes lebendes Reptil.
Die Dokumentation Inseltraum Seychellen von Dirk Steffens aus dem Jahr 2002 widmet Esmeralda einen eigenen mehrminütigen Beitrag.